# Andrea Trinchieri
Andrea Trinchieri (* 6. August 1968 in Mailand) ist ein italienischer Basketballtrainer. Von 2020 bis 2023 war er Trainer des FC Bayern München sowie zwischen 2014 und 2018 von Brose Bamberg.

## Karriere
Andrea Trinchieri begann seine Trainerkarriere 1998 als Assistenztrainer in seiner Heimatstadt Mailand bei Olimpia Milano, nachdem er sich zuvor aus der sechsten italienischen Liga nach oben gearbeitet hatte. Für den italienischen Rekordmeister war Trinchieri insbesondere wegen seiner Sprachkenntnisse interessant. Als Sohn einer im ehemaligen Jugoslawien, im heutigen Kroatien, geborenen Mutter und eines in den USA geborenen italienischen Diplomatensohnes wuchs Trinchieri dreisprachig auf und spricht Kroatisch, Serbisch, Englisch und Italienisch fließend.
Nach sechs Jahren in Mailand wurde Trinchieri 2004 Cheftrainer beim italienischen Club Gruppo Triboldi Basket und schaffte mit ihm 2006 den Aufstieg in die zweite italienische Liga LegADue.
Nach seiner kurzen Zeit bei Juvecaserta Basket, das ebenfalls in der LegADue spielte, wechselte Trinchieri zum Ligakonkurrenten Veroli Basket. Mit Veroli gewann er den Pokal der zweiten italienischen Liga und wurde 2009 zum Trainer des Jahres in der LegADue ernannt.
Zur Saison 2009/10 unterschrieb Trinchieri beim italienischen Erstligisten Pallacanestro Cantù. Er wurde sowohl 2010 als auch 2011 zum Trainer des Jahres gewählt und gewann in der Saison 2012/13 den italienischen Supercup. Cantù spielte auch im Eurocup, schied jedoch 2010 bereits in der ersten Gruppenphase aus.
Im Anschluss an sein Engagement in Cantù war Trinchieri ein Jahr lang Cheftrainer beim russischen Erstligisten und Eurocup-Teilnehmer UNICS Kasan. In der VTB United League schaffte Kasan den Einzug ins Halbfinale, in dem man gegen ZSKA Moskau nach drei knappen Niederlagen ausschied. Im russischen Pokal glückte dann aber der Titelgewinn zum dritten Mal in der Vereinsgeschichte im Endspiel gegen Lokomotive Kuban Krasnodar. In der Eurocup-Saison 2013/14 gelang ebenso der Finaleinzug, wo man auf Valencia Basket Club traf. UNICS musste sich in zwei Spielen geschlagen geben und wurde Vizemeister. Zusätzlich wurde Trinchieri nun auch im Eurocup zum Trainer des Jahres ernannt.
Parallel zu seiner Tätigkeit in Kasan betreute er 2013/14 die griechische Nationalmannschaft, wurde aber 2014 trotz eines bestehenden Vertrags für die kommende Saison durch Fotis Katsikaris ersetzt.
Zur Saison 2014/15 unterschrieb Trinchieri einen Dreijahresvertrag (mit Ausstiegsklausel nach zwei Spielzeiten) beim deutschen Erstligisten Brose Baskets aus Bamberg, um die Mannschaft nach dem erstmaligen Verpassen der Meisterschaft seit fünf Jahren völlig neu zusammenzustellen. Es gelang der Endspieleinzug im BBL-Pokal 2015, wo man auf den Gastgeber EWE Baskets Oldenburg traf und mit 70:72 knapp verlor. Als Tabellenerster der Hauptrunde zog Bamberg in die Playoffs ein und setzte sich ohne Niederlage bis ins Finale durch. Gegen Vorjahresmeister FC Bayern München holte Trinchieri mit Bamberg nach fünf Spielen den Meistertitel nach Franken zurück. Im Eurocup verlor man 2015 im Achtelfinale zweimal gegen die in diesem Wettbewerb zuvor unbesiegten Lokomotive Kuban Krasnodar und schied aus.
In der folgenden Spielzeit 2015/16 gab Trinchieri seine vorzeitige Vertragsverlängerung um ein weiteres Jahr bekannt, sodass er nun für die Saison 2017/18 eine Ausstiegsklausel hatte. Bamberg zog erneut als Hauptrundenerster in die Playoffs ein und schaffte den Sweep durch die gesamten Playoffs und die erneute Meisterschaft gegen den Finalgegner Ratiopharm Ulm. Im BBL-Pokal 2016 schied man im Halbfinale gegen Gastgeber München aus. Als Vorjahresmeister hatten sich die Brose Baskets für die EuroLeague-Spielzeit 2015/16 qualifiziert und erreichten die Zwischenrunde der 16 besten Mannschaften. Nachdem Bamberg diese Wettbewerbsrunde in seiner Geschichte bereits zum dritten Mal erreicht hatte, gelang schließlich der erste Erfolg auf diesem Niveau nach 21 zuvor erfolglosen Spielen mit dem Heimsieg über Žalgiris Kaunas. Dieser fiel mit 96:63 im Endergebnis sehr deutlich aus, jedoch verpasste man knapp um einen Sieg die Teilnahme an den Playoffs, was bis dahin auch noch keiner deutschen Mannschaft gelang.
In der Saison 2016/17, seiner dritten Spielzeit in Bamberg, führte Trinchieri die Mannschaft erst zum Pokalsieg in Berlin und dann als Hauptrundenzweiter hinter Ratiopharm Ulm erneut in die Playoffs. Es gelang bis auf die Auftaktniederlage in der Viertelfinalserie gegen die Telekom Baskets Bonn der erneute Sweep durch die gesamten Playoffs zur dritten deutschen Meisterschaft in Folge und zum vierten Double in der Vereinsgeschichte. Durch die Vorjahresmeisterschaft qualifizierte sich Bamberg erneut für die EuroLeague, die in der Saison erstmals in einem neuen Modus ausgetragen wurde. Nach 30 Hin- und Rückspielen gegen die 15 Gegner in der Hauptrunde beendete Bamberg die Saison als 13. und verpasste damit die Playoffs. Bamberg gelangen 10 Siege. Von den 20 Niederlagen gingen 12 mit sechs oder weniger Punkten außergewöhnlich knapp verloren.
Nach drei Meisterschaften in Folge verlängerte Trinchieri seinen Vertrag in Bamberg erneut bis 2019 mit einer Ausstiegsklausel für die Saison 2018/19. Nach dem Weggang zahlreicher Leistungsträger, darunter Nicolò Melli, Darius Miller und Daniel Theis, wurde der Kader nach dem kontrovers diskutierten Abgang von Sportdirektor Daniele Baiesi von Trinchieri selbst zusammengestellt. Es zeigte sich schnell, dass die neue Bamberger Mannschaft nicht harmonierte und die Langzeitverletzungen von vier Spielern sorgten für zahlreiche Bamberger Niederlagen. Nachdem der Klub zunehmend im Kampf um die Playoffs unter Druck geraten war, wurde Trinchieri am 19. Februar 2018 als Cheftrainer entlassen, nachdem es in den 15 vorangegangenen Partien lediglich drei Bamberger Siege gegeben hatte. Der Italiener hatte im vorangegangenen Januar mehrere Wochen lang die Mannschaft wegen einer Schulteroperation nicht trainieren können. Kurz vor seiner Entlassung war er an die Seitenlinie zurückgekehrt.
Von 2018 bis 2020 war er Trainer beim serbischen Klub KK Partizan Belgrad. Er führte Partizan 2019 und 2020 zum Gewinn des serbischen Pokalwettbewerbs sowie zum Gewinn des Supercups der Adriatischen Basketballliga im Jahr 2019. Mitte Juli 2020 wurde er beim FC Bayern München als neuer Trainer vorgestellt. Im Juni 2021 erhielt Trinchieri einen neuen Vertrag beim FCB bis 2023. 2021 und 2023 errang er mit der Mannschaft den Sieg im deutschen Pokalwettbewerb. In der Euroleague führte er die Bayern 2021 und 2022 als erste Bundesliga-Mannschaft in die Meisterrunde. Nach dem Ausscheiden aus dem Bundesliga-Halbfinale Anfang Juni 2023 gab er seinen Abschied aus München bekannt.
Am 30. Dezember 2023 wurde Trinchieri als neuer Trainer von Žalgiris Kaunas vorgestellt. Er gewann mit Kaunas 2025 die litauische Meisterschaft. Im Juni 2025 trennte sich der Club von ihm.

## Privates
Trinchieri ist verheiratet und Vater von zwei Söhnen.

## Erfolge als Trainer
- Pokalsieg in der zweiten italienischen Liga: 2009
- Trainer des Jahres in der zweiten italienischen Liga: 2009
- Italiens Trainer des Jahres: 2010, 2011
- Gewinner des italienischen Supercups: 2012
- Eurocup Trainer des Jahres: 2014
- Deutsche Meisterschaft: 2015, 2016, 2017
- Deutscher Pokalsieger: 2017, 2021, 2023
- Serbischer Pokalsieger: 2019, 2020
- Super Cup der Adriatischen Basketballliga: 2019
- Litauische Meisterschaft: 2025